# The Love Bülow
The Love Bülow war eine Indie-Hip-Hop-Band aus Mecklenburg-Vorpommern und Berlin, die 2008 gegründet wurde. Ihre Musik ist eine Kombination aus Rap, Gesang, Rock, Funk und Hip-Hop.

## Band
Zur Band gehören Falk-Arne Goßler (Rap, Gesang), Michél Kroll (Gitarre, Gesang), Golo Schmiedt (Schlagzeug, Gesang), Juri Westermann (Bass) und Jakob Unger (Keyboard, Gesang). Da die Band anfangs in der Bülowstraße in Berlin probte, einigte man sich auf den Namen „The Love Bülow“ – auch in Anspielung auf das Album The Love Below von OutKast.

## Geschichte
Ihre erste EP Menschen sind wie Lieder wurde im Juni 2009 veröffentlicht und von Radio Fritz präsentiert. Das folgende gleichnamige Debütalbum wurde am 4. März 2011 von dem Berliner Label MaM Records veröffentlicht. In Zusammenarbeit mit MaM Records hat The Love Bülow seither sechs Singles (Lieblingslied, Du Schweigst, Los!, So weit, Nie mehr und Keine Zeit (Radio Remix)) und ein weiteres Album (So Weit) veröffentlicht. Letzteres erschien am 5. Oktober 2012.
Im Sommer 2009 gewann The Love Bülow den Berliner Wettbewerb „So klingt Berlin“ und bekam den Preis für den „Besten Hip-Hop-Act“. Im März 2010 gewannen sie den Berliner Wettbewerb „Styles and Skills“. Im September 2010 wurde die Formation zum „Myspace Featured Artist des Monats“ gewählt und ging danach als Support für den deutschen Rapper F.R. auf Deutschlandtournee. Nachdem sie bei dem Wettbewerb „Local Heroes“ im November 2011 zum „Newcomer des Jahres“ gewählt wurden, repräsentierte The Love Bülow Deutschland bei den „Local Heroes European Finals“ in Ungarn.
Neben Festivals spielte The Love Bülow als Vorband von Juli in Recklinghausen und zusammen mit Scooter vor mehr als 5.000 Besuchern in der Obi-Arena Rheine. Außerdem supporten sie Rapper B-Tight bei zwei Terminen seiner "Drinne-Tour" und die Band Silbermond vor 11.000 Zuschauern in der O2 World Berlin.
Am 8. Oktober 2011 trat The Love Bülow in der Fernsehsendung Inas Nacht (ARD/NDR) auf, die in dieser Ausgabe über 1,46 Millionen Zuschauer erreichte. Ein Jahr später, am 28. September 2012, vertraten The Love Bülow Mecklenburg-Vorpommern beim Bundesvision Song Contest von Stefan Raab in der Berliner Max-Schmeling-Halle (Pro7). Eine Woche zuvor waren sie Gast in Raabs Fernsehshow TV Total (Pro7).
Auch in den Musikmedien erhielt The Love Bülow durchweg positive Kritiken, beispielsweise von Piranha, event., Motor.de, und JMC Magazin.
Am 10. April 2015 erschien ihr neues Album Leuchtfeuer.
Am 3. November 2015 gab die Band über die Facebookseite die Auflösung bekannt. Als Grund geben sie den Weggang des Gitarristen und Sängers Michél Kroll an.

## Diskografie

### Alben
- 2011: Menschen sind wie Lieder (MaM Records)
- 2012: So Weit (MaM Records)
- 2015: Leuchtfeuer

### EPs
- 2009: Menschen sind wie Lieder
- 2014: 2055

### Singles
- 2010: Lieblingslied (MaM Records)
- 2011: Du schweigst (MaM Records)
- 2011: Los! (MaM Records)
- 2012: So weit (MaM Records)
- 2012: Nie Mehr (MaM Records)
- 2013: Keine Zeit (Radio Remix) (MaM Records)
- 2015: Leuchtfeuer
- 2015: Kein Zufall